# Wojciech Bystrzonowski
Wojciech Bystrzonowski (lub Bystrzanowski), Wojciech z Bystrzanowic herbu Sokola (ur. 13 kwietnia lub 15 sierpnia 1699 w Cichobórzu, zm. 1782 w Lublinie) – filozof, jezuita, prowincjał małopolski, teolog, pedagog, matematyk i teoretyk wymowy.

## Życiorys
Urodził się w województwie lubelskim w rodzinie szlacheckiej. W 1713 wstąpił do zakonu jezuitów w Krakowie, w którym zdobył wykształcenie. Po ukończeniu studiów, przez 6 lat, nauczał w kolegiach jezuickich w klasach niższych. Przenosił się do Krasnegostawu i Lublina, gdzie wykładał matematykę, filozofię i teologię. Studiował też filozofię w Kaliszu oraz teologię w Poznaniu. W 1726 uzyskał święcenia kapłańskie. W latach 1730–1732 nauczał matematyki w Krasnymstawie. Od 1733 do 1745 wykładał matematykę i teologię w Lublinie. W 1745 został rektorem kolegium w Poznaniu, a od 1752 pełnił podobną funkcję w kolegium we Lwowie. W 1756 powrócił do Lublina, gdzie z 4-letnią przerwą (kolegium w Jarosławiu) pełnił funkcję rektora. W 1767 został powołany na prowincjała małopolskiego. W 1770 powrócił do pracy dydaktycznej. Był teoretykiem barokowej wymowy, przeciwnikiem Konarskiego a jednocześnie propagatorem zdobyczy nauk przyrodniczych.

## Twórczość
- Polak, sensat w liście, w komplemencie polityk, humanista w dyskursie, w mowach statysta, na przykład dany szkolnej młodzi, Lublin 1730, (wyd. 12-krotnie wznawiane w latach 1732-1757)[5]
- Thaumaturgus in Icone Lublinensis Sacelli Societatis Jesu S, Stanislaus Kostka Regum Regnique Patronus in peste, infirmitate, desperatis casibus certus tutelaris..., Lublin 1735
- Thaumaturgae in sua aede prope oppidum Chodel Virgini Lauretanae in morte et variis infirmitatibus sospitatrici in peste, hostilitate et periculis praesidii Collegii Lublinensis S. J. domesticae tutelari..., Lublin 1735
- Honor Najświętszej Marii historycznie wyrażony w opisaniu tajemnic, początku i czci, i świąt jej..., Kalisz 1741
- Informacja matematyczna rozumie ciekawego Polaka świat cały, niebo i ziemię i co na nich jest w trudnych kwestiach i praktyce jemuż ułatwiająca, Lublin 1743, wyd. 2 – Lublin 1749, (autor występuje przeciwko systemowi Mikołaja Kopernika)[6]